# Kroatische Fußballnationalmannschaft/Weltmeisterschaften
Der Artikel beinhaltet eine ausführliche Darstellung der kroatischen Fußballnationalmannschaft bei Fußball-Weltmeisterschaften. Kroatien konnte sich bisher sechsmal für Weltmeisterschaften qualifizieren und damit am häufigsten von den aus dem ehemaligen Jugoslawien hervorgegangenen Mannschaften. Die beste Platzierung ist der zweite Platz bei der letzten Teilnahme 2018. Auf dem Gebiet des heutigen Kroatien geborene Spieler stellten 1950 und 1954 den Hauptteil der jugoslawischen Mannschaft, danach einen bedeutenden Anteil. Die Erfolge der jugoslawischen Mannschaft wurden aber von der FIFA zunächst der nur noch aus Serbien und Montenegro bestehenden Bundesrepublik Jugoslawien, die 1998 unter diesem Namen ebenfalls und dann 2006 als Serbien und Montenegro teilnahm, und nun Serbien zugerechnet, das erstmals 2010 teilnahm.

## Übersicht
| Jahr | Gastgeberland  | Teilnahme bis …    | Letzte(r) Gegner             | Ergebnis | Trainer           | Bemerkungen und Besonderheiten |
| ---- | -------------- | ------------------ | ---------------------------- | -------- | ----------------- | --- |
| 1994 | USA            | nicht teilgenommen |                              |          |                   | Kroatien wurde erst nach Beginn der WM-Qualifikation FIFA-Mitglied. |
| 1998 | Frankreich     | Spiel um Platz 3   | Niederlande                  | 3.       | Miroslav Blažević | Aus im Halbfinale gegen den späteren Weltmeister Frankreich, Davor Šuker Torschützenkönig |
| 2002 | Südkorea/Japan | Vorrunde           | Mexiko, Italien, Ecuador     | 23.      | Mirko Jozić       | |
| 2006 | Deutschland    | Vorrunde           | Brasilien, Japan, Australien | 22.      | Zlatko Kranjčar   | Drei Gelbe Karten für Josip Šimunić in einem Spiel |
| 2010 | Südafrika      | nicht qualifiziert |                              |          |                   | In der Qualifikation an der Ukraine und an England gescheitert. |
| 2014 | Brasilien      | Vorrunde           | Brasilien Kamerun Mexiko     | 19.      | Niko Kovač        | Eröffnungsspiel gegen Brasilien |
| 2018 | Russland       | Finale             | Frankreich                   | 2.       | Zlatko Dalić      | Erster Finaleinzug einer Mannschaft des ehemaligen Jugoslawien. |
| 2022 | Katar          | Spiel um Platz 3   | Marokko                      | 3.       | Zlatko Dalić      | Gegner in der Qualifikation waren die Slowakei, Russland, Slowenien, Zypern und Malta. Gegner bei der Endrunde waren Belgien, Kanada und Marokko in der Gruppenphase, Japan im Achtel-, Brasilien im Viertel- und Argentinien im Halbfinale. |

Statistik (Angaben inkl. 2022: 22 Weltmeisterschaften; Prozentangaben sind gerundet)

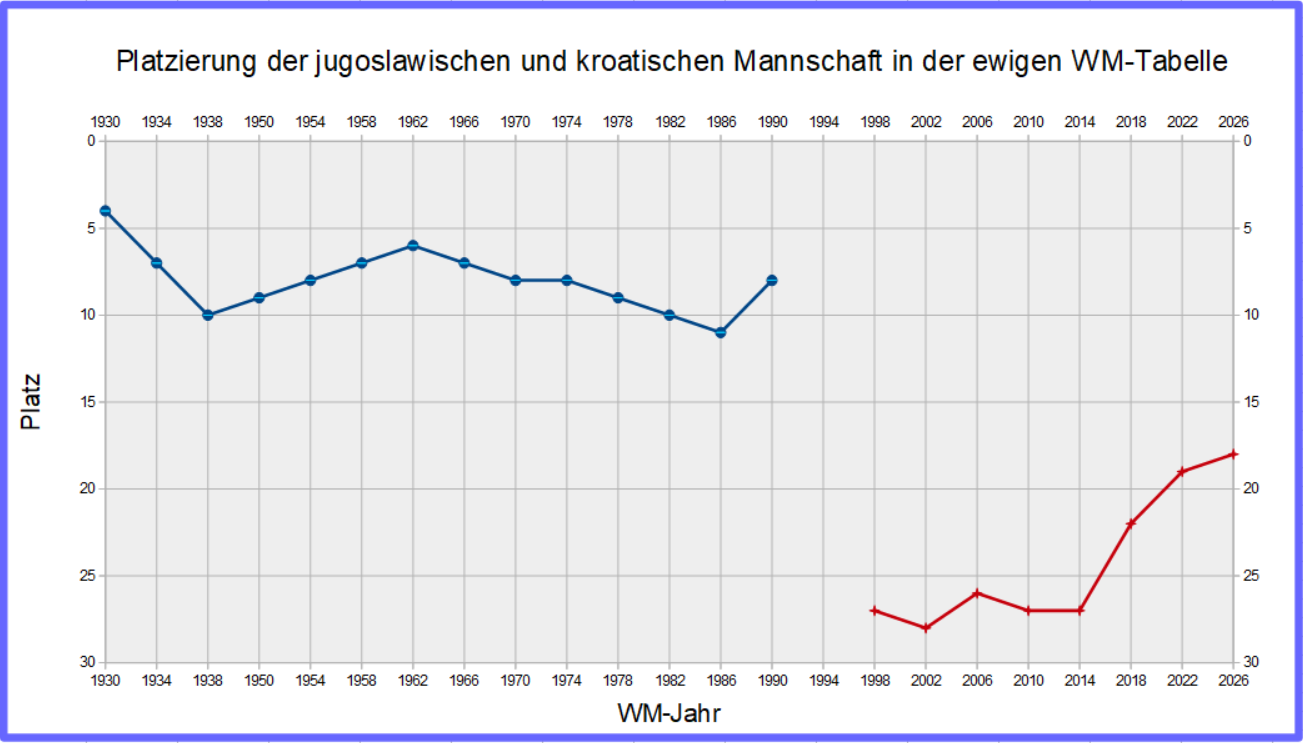
Platzierung der jugoslawischen und kroatischen Mannschaft in der ewigen WM-Tabelle

- Nicht qualifiziert: 1× (4,5 %; 2010)
- Nicht teilgenommen: 1× (4,5 %; 1994)
- Sportliche Qualifikation: 6× (27,3 % bzw. bei 75 % der Versuche)
  - Vorrunde: 3× (13,6 %; 2002, 2006 und 2014)
  - Dritter: 2× (9,1 %; 1998)
  - Finale: 1× (4,5 %; 2018)
    - Vizeweltmeister: 1× (4,5 %; 2018)

- WM-Endrundenteilnahme als Teil Jugoslawiens: 8× (36,4 %; 1930, 1950, 1954, 1958, 1962, 1974, 1982 und 1990)
- Nicht qualifiziert, als Teil Jugoslawiens: 6× (27,3 %; 1934, 1938, 1966, 1970, 1978, 1986)

## WM-Turniere

### WM 1930 bis 1990
Jugoslawien nahm als eine von nur vier europäischen Mannschaften bereits an der ersten Weltmeisterschaft teil. Da es im jugoslawischen Verband bereits einige Zeit vor dem Turnier Streitigkeiten zwischen serbischen und kroatischen Funktionären gab, traten nur serbische Spieler an. Für die Weltmeisterschaften 1934 und 1938 konnte sich die jugoslawische Nationalmannschaft nicht qualifizieren. Nach der Zerschlagung Jugoslawiens während des Zweiten Weltkrieges war Kroatien von 1941 bis 1945 eigenständiges FIFA-Mitglied und bestritt während dieser Zeit auch 19 Länderspiele, aber es fanden keine Fußball-Weltmeisterschaften statt. Die nächste WM gab es erst wieder 1950 in Brasilien und da war Kroatien bereits eine Teilrepublik der Sozialistischen Föderativen Republik Jugoslawien. Immerhin stellten die Kroaten einen großen Anteil der jugoslawischen Fußballnationalmannschaft. Diese nahm an allen elf WM-Qualifikationen von 1950 bis 1990 teil und konnte sich siebenmal für das WM-Endrundenturnier qualifizieren. Die beste Platzierung gelang 1962 mit dem vierten Platz.

### WM 1994 in den Vereinigten Staaten
Kroatien hatte zwar 1992 die Unabhängigkeit erlangt und war am 3. Juli 1992 in die FIFA aufgenommen worden, die Auslosung für die Qualifikation fand aber bereits im Dezember 1991 statt, als Kroatien noch kein unabhängiger Staat war. Jugoslawien, das in Gruppe 5 gelost wurde, wurde vor Beginn der Qualifikation aufgrund von UN-Sanktionen ausgeschlossen.

### WM 1998 in Frankreich
Nach der Unabhängigkeit Kroatiens von Jugoslawien war die Teilnahme an der Fußball-Europameisterschaft 1996 das erste große Turnier für die Kroaten, wobei auf Anhieb das Viertelfinale erreicht wurde, in dem gegen den späteren Europameister Deutschland knapp verloren wurde. Damit waren die Hoffnungen groß, sich auch für die WM zu qualifizieren, was auch gelang. Der Mannschaft gelang es, sich, nachdem sie erstmals zu einer WM-Qualifikation zugelassen war, in der Gruppe mit Dänemark, Griechenland, Bosnien-Herzegowina und Slowenien als Gruppenzweiter für die Playoff-Spiele der Gruppenzweiten zu qualifizieren. Dort traf sie auf die Ukraine und gewann das Heimspiel mit 2:0. Im Rückspiel in der Ukraine konnte ein 1:1 verteidigt werden, womit die Qualifikation geglückt war.
Als Außenseiter angereist, wurden die Kroaten zur Überraschungsmannschaft bei der Endrunde in Frankreich. Im ersten WM-Spiel wurde der WM-Neuling Jamaika mit 3:1 besiegt, wobei Mario Stanić das erste WM-Tor für Kroatien erzielte. Auch gegen den anderen Neuling Japan konnte gewonnen werden (1:0 durch Davor Šuker). Das dritte Spiel gegen Routinier Argentinien wurde zwar 0:1 verloren, aber als Gruppenzweiter wurde die K.-o.-Runde erreicht. Im Achtelfinale wurde Rumänien mit 1:0 durch ein Elfmetertor von Davor Šuker besiegt. Wie bereits zwei Jahre zuvor bei der EM traf man im Viertelfinale erneut auf Deutschland, aber dieses Mal setzten sich die Kroaten mit 3:0 durch. In diesem Spiel wurde der deutsche Verteidiger Christian Wörns in der 40. Minute nach Notbremse vom Platz gestellt und Deutschland anschließend ausgekontert. Während die deutschen Stürmer immer wieder an Torhüter Dražen Ladić scheiterten, nutzten die Kroaten ihre Chancen. Gastgeber Frankreich war der Gegner im Halbfinale. Durch ein Tor von Šuker ging Kroatien Anfang der zweiten Halbzeit in Führung, doch brachte der Abwehrspieler Lilian Thuram den späteren Turniersieger mit zwei Toren zum 2:1-Sieg. Im Spiel um Platz 3 setzte sich Kroatien mit 2:1 gegen die Niederlande durch. Mit 6 Toren sicherte sich Davor Šuker den Titel des Torschützenkönigs.

### WM 2002 in Südkorea und Japan
Kroatien gelang die Qualifikation als Gruppensieger vor Belgien, Schottland, Lettland und San Marino. Dabei verlor Kroatien kein Spiel, konnte die direkte Qualifikation aber erst am letzten Spieltag durch ein 1:0 von Alen Bokšić gegen Belgien sichern.
Beim Endrundenturnier der ersten WM in Asien konnte die Mannschaft nicht an den Erfolg von 1998 anknüpften. Im ersten Spiel gegen Mexiko sah Boris Živković nach eine Notbremse im Strafraum die Rote Karte. Den fälligen Strafstoß verwandelte Cuauhtémoc Blanco zum 1:0-Siegtreffer für die Mexikaner. Anschließend wurde aber EM-Finalist Italien mit 2:1 geschlagen, so dass wieder Hoffnung auf den Achtelfinaleinzug bestand. Im letzten Gruppenspiel gegen WM-Neuling Ecuador, der zuvor beide Spiele verloren hatte, wurde aber erneut mit 0:1 verloren, so dass Kroatien bereits in der Vorrunde ausschied.

### WM 2006 in Deutschland
Nachdem Kroatien bei der EM 2004 in der Gruppenphase ausgeschieden war, wurde Zlatko Kranjčar neuer Trainer und führte die Mannschaft in die WM-Qualifikation. Die Qualifikation gelang als Gruppensieger vor den punktgleichen Schweden, Bulgarien, Ungarn, Island und Malta. Erneut verlor Kroatien dabei kein Spiel.
Beim Endrundenturnier in Deutschland traf Kroatien im ersten Spiel auf Titelverteidiger Brasilien und verlor mit 0:1. Obwohl gegen Japan kein Tor gelang, wobei der japanische Torhüter einen Elfmeter von Darijo Srna halten konnte und nur ein 0:0 erreicht wurde, hätte ein Sieg gegen Australien noch gereicht, um das Achtelfinale zu erreichen. Mit einem 2:2, bei dem zwei Kroaten (Dario Šimić und der in Australien geborene Josip Šimunić, Letzterer erst nach seiner dritten Gelben Karte) mit Gelb-Roten Karten vom Platz verwiesen wurden, wurde auch diese Hoffnung verspielt und Australien erreichte stattdessen erstmals die K.-o.-Runde.

### WM 2010 in Südafrika
In der Qualifikation für die erste WM in Afrika belegte Kroatien hinter England und der Ukraine vor Belarus, Kasachstan und Andorra nur den dritten Platz. Verspielt wurde die Qualifikation am 9. September 2009 in London, als Kroatien beim 1:5 eine seiner höchsten Niederlagen kassierte. Aber auch die beiden Unentschieden (2:2 und 0:0) gegen die Ukraine waren letztlich dafür verantwortlich, dass die Ukraine einen Punkt mehr hatte. Die Ukraine scheiterte dann allerdings in den Playoffs der Gruppenzweiten an Griechenland.

### WM 2014 in Brasilien

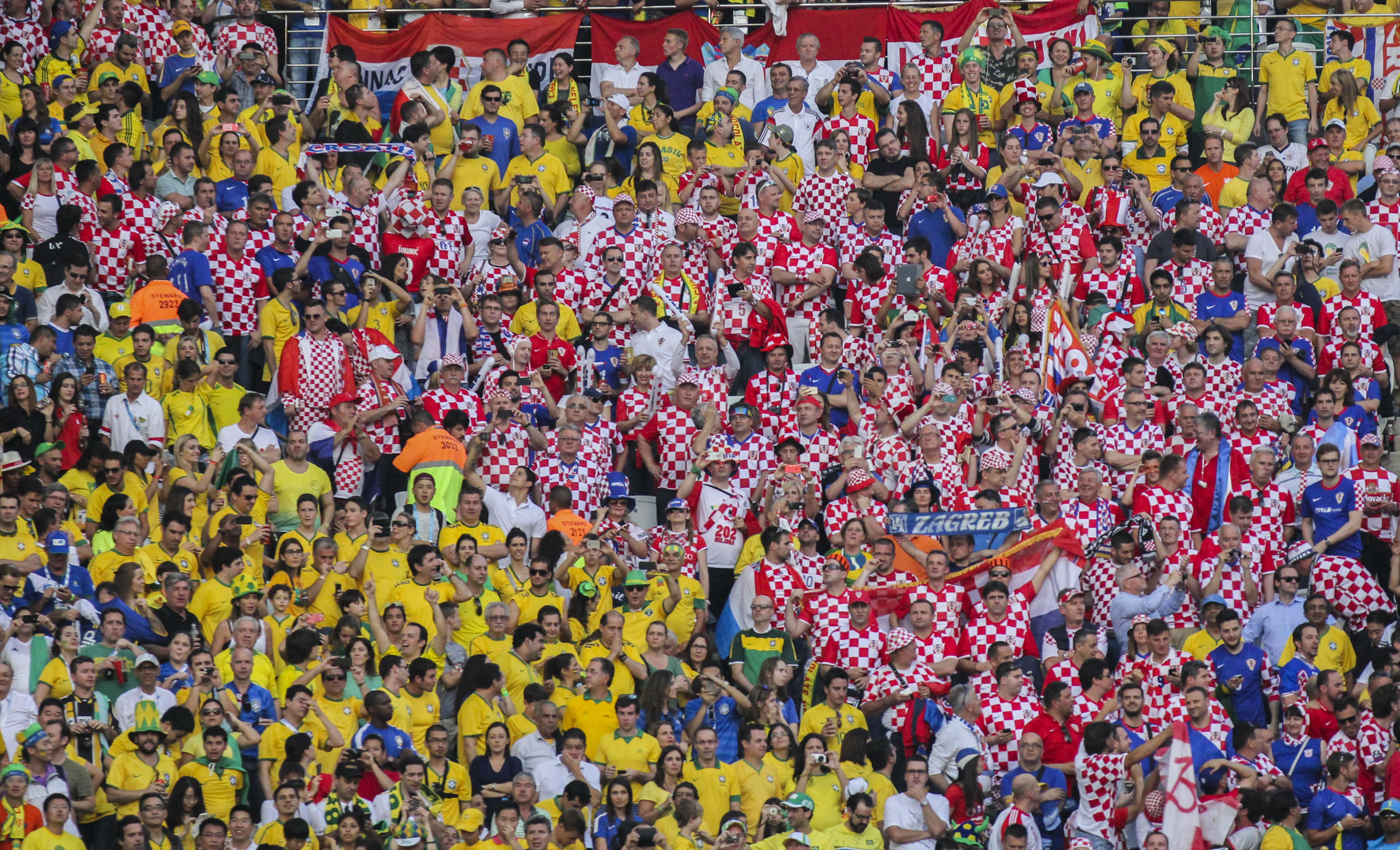
Kroatische und brasilianische Fans beim Eröffnungsspiel

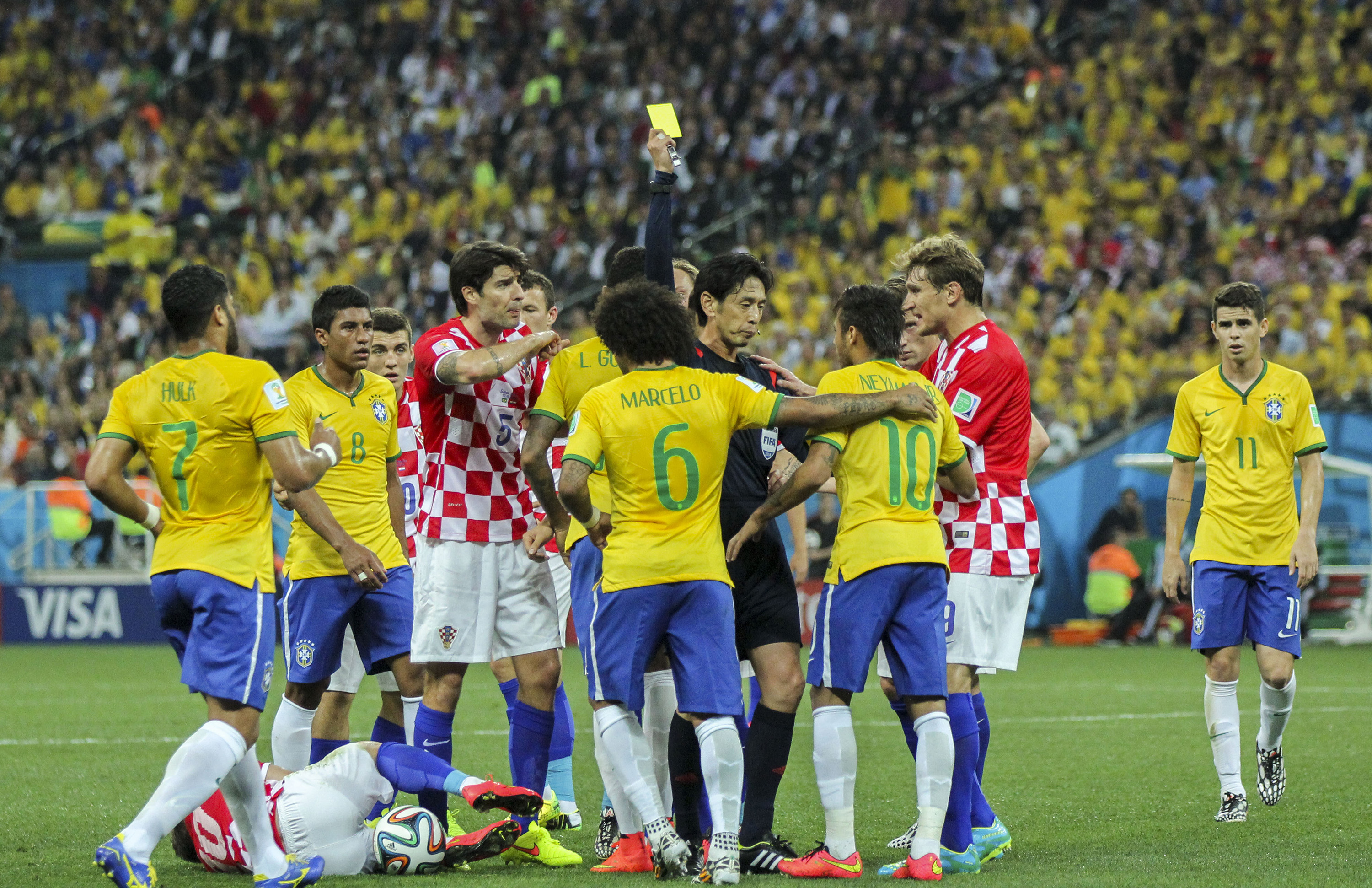
Rudelbildung im Eröffnungsspiel

Die Playoffs der Gruppenzweiten ermöglichten dann Kroatien die Teilnahme an der zweiten WM in Brasilien. Zuvor wurde in der Qualifikation mit 9 Punkten Abstand hinter Belgien, aber vor Serbien, Schottland, Wales und Mazedonien der zweite Platz belegt. Aufgrund der besonderen Beziehungen zwischen Kroaten und Serben waren bei den Spielen gegen Serbien jeweils keine Zuschauer der Gastmannschaft zugelassen. In die Qualifikation war Kroatien mit Igor Štimac als Nationaltrainer gegangen, der das Amt nach der EM 2012 übernommen hatte. Am 16. Oktober 2013 – nach der 0:2-Niederlage gegen Schottland – wurde Štimac vom kroatischen Fußballverband aber entlassen, obwohl Kroatien für die Playoffs der Gruppenzweiten qualifiziert war. Ihm folgte Niko Kovač nach, der von seinem Bruder Robert als Co-Trainer unterstützt wurde. In den Playoffs traf Kroatien dann auf Island, das erstmals so weit gekommen war, und erkämpfte sich in Island zunächst ein 0:0. Das Rückspiel wurde dann mit 2:0 gewonnen. Allerdings erhielt Mario Mandžukić in diesem Spiel die Rote Karte, womit er für das erste WM-Spiel gesperrt war. Aufgrund seines Verhaltens im Anschluss an das Spiel gegen Island wurde zudem Josip Šimunić am 16. Dezember 2013 von der FIFA für zehn offizielle Spiele gesperrt, mit einem Stadionverbot für diese Spiele sowie mit einer Geldstrafe belegt und war damit bei der WM-Endrunde nicht einsetzbar. Die Sperre wurde auch vom Internationalen Sportgerichtshof (CAS) bestätigt.
Die Auslosung für die Endrunde brachte Kroatien dann in eine Gruppe mit Gastgeber Brasilien, Kamerun und Mexiko. Im Eröffnungsspiel gegen Brasilien gingen die Kroaten dann durch ein Eigentor des Brasilianers Marcelo bereits nach 11 Minuten in Führung. Neymar konnte aber in der 29. Minute ausgleichen. Ein umstrittener Foulelfmeter brachte Brasilien dann in der zweiten Halbzeit auf die Siegerstraße. In der Nachspielzeit gelang dann Oscar noch das 3:1 für den Gastgeber. Das zweite Spiel gegen ab der 40. Minute mit 10 Spielern spielende Kameruner wurde dann deutlich mit 4:0 gewonnen. Mit einem Sieg im letzten Gruppenspiel gegen Mexiko hätte Kroatien noch das Achtelfinale erreicht, verlor aber mit 1:3 und schied damit aus.

### WM 2018 in Russland

Startaufstellungen im Finale

In der Qualifikation, die im September 2016 begann, trafen die Kroaten auf Island, die Ukraine, die Türkei, Finnland und den Kosovo. Die Kroaten, die seit 2015 von Ante Čačić trainiert wurden und deren Rekordnationalspieler Darijo Srna nach dem Achtelfinalaus bei der EM 2016 seinen Rücktritt erklärt hatte, begannen mit einem 1:1 gegen die Türkei, gewannen dann aber die nächsten vier Spiele, u. a. gegen Island ohne Gegentor, so dass sie nach der Hälfte der Spiele die Gruppe mit drei Punkten Vorsprung vor Island anführten. Das Rückspiel in Island verloren sie aber mit 0:1, wodurch beide wieder punktgleich waren. Nachdem beide danach je ein Spiel gewannen und verloren, waren sie vor dem vorletzten Spiel immer noch punktgleich. Aber auch Türken und Ukrainer hatten durch die Punktverluste der beiden Mannschaften in den beiden vorherigen Spielen noch Chancen auf den Gruppensieg. Da dann aber die Isländer in der Türkei mit 3:0 gewannen, während die Kroaten im Heimspiel gegen Finnland nur zu einem 1:1 kamen und Čačić daraufhin entlassen wurde, waren zumindest die Türken aus dem Rennen und die Isländer hatten es im letzten Spiel gegen das Kosovo, das nur im ersten Spiel einen Punkt geholt hatte, in der eigenen Hand ihre erste WM-Qualifikation perfekt zu machen. Mit 2:0 setzten sie sich gegen die Mannschaft vom Balkan durch, so dass den Kroaten, die nun von Zlatko Dalić trainiert wurden, ihr Sieg in der Ukraine nur noch den zweiten Platz brachte. Als viertbester Gruppenzweiter erreichten sie aber die Playoffspiele der Gruppenzweiten gegen Griechenland und setzten sich nach einem 4:1-Heimsieg und einem 0:0 auswärts durch.
In der Gruppenphase setzte sich die kroatische Auswahl zum Auftakt mit 2:0 gegen die nigerianische Auswahl durch. Mit dem 3:0 gegen die argentinische und dem 2:1 gegen die isländische Nationalmannschaft qualifizierten sie sich als Gruppensieger für das Achtelfinale und trafen dort auf die dänische Auswahl. Nach den frühen Toren durch Zanka und Mario Mandžukić ging die Begegnung in die Verlängerung, die torlos zu Ende ging. Im Elfmeterschießen setzte sich die kroatische Nationalmannschaft schließlich durch und qualifizierte sich für das Viertelfinale.
Im Viertelfinale traf die kroatische Auswahl auf den Gastgeber Russland. Nachdem der Gastgeber in der 31. Minute vorlegte, konnte Andrej Kramarić für die kroatische Auswahl in der 39. Minute ausgleichen. Mit dem Spielstand von 1:1 ging auch das Viertelfinale in die Verlängerung. Obwohl Domagoj Vida für die kroatische Auswahl in der zweiten Halbzeit der Verlängerung ein Tor erzielen konnte, musste die kroatische Nationalmannschaft durch den späten Ausgleich von Fernandes wiederum ins Elfmeterschießen. Wie schon im Achtelfinale setzten sie sich in diesem durch und qualifizierten sich damit zum zweiten Mal nach 1998 für das Halbfinale einer Weltmeisterschaft. Dabei konnte sich erneut Torhüter Danijel Subašić auszeichnen, der nun zu den drei Torhütern gehört, die im WM-Elfmeterschießen vier Elfmeter halten konnten.

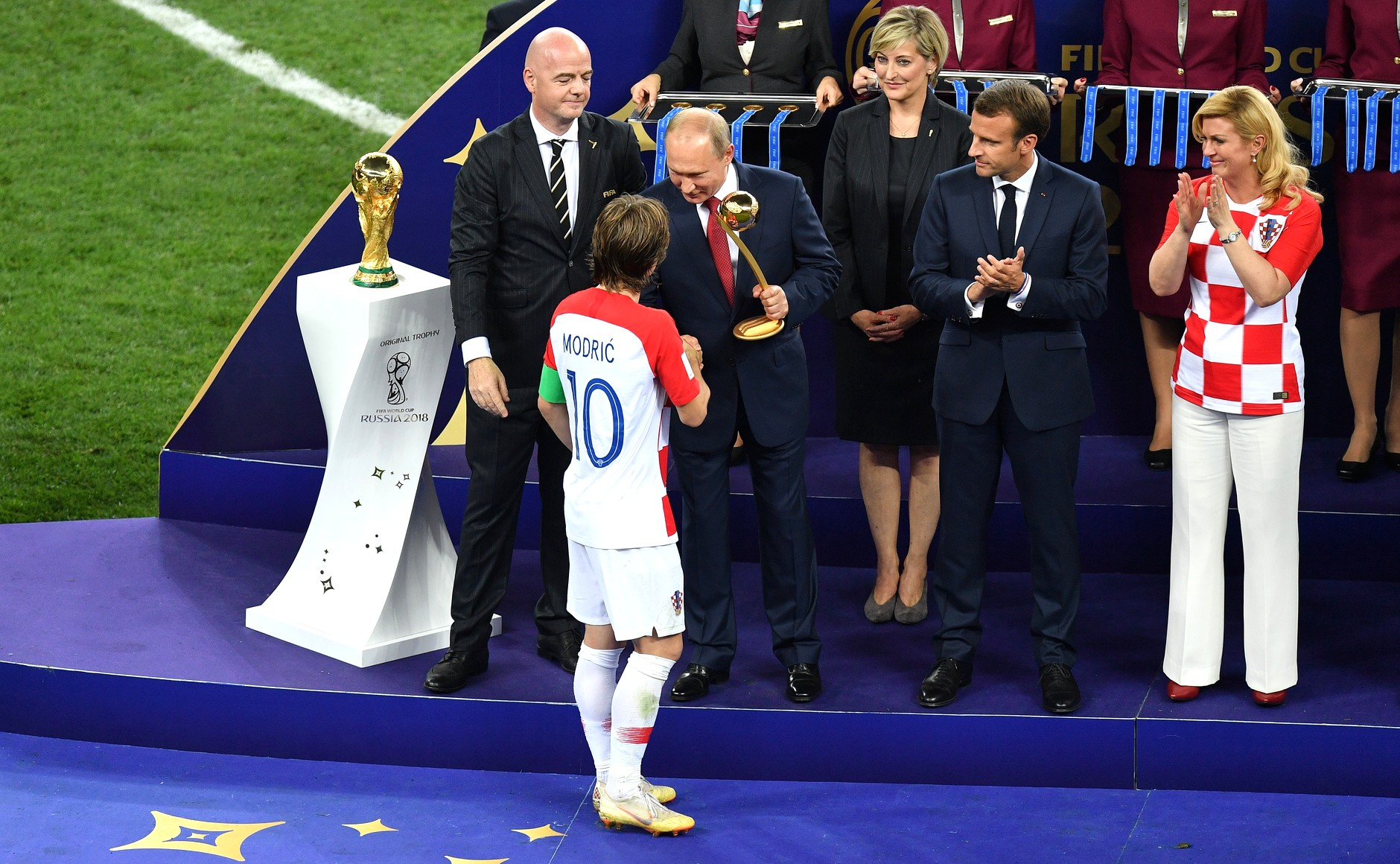
Luka Modrić erhält den Goldenen Ball als bester Spieler des Turniers

Im Halbfinale traf die Auswahl auf die englische Nationalmannschaft. Nach einem frühen Tor durch Trippier für die englische Auswahl, konnte Ivan Perišić in der zweiten Halbzeit ausgleichen und damit wiederum eine Verlängerung erzwingen. In der zweiten Halbzeit der Verlängerung gelang Mandžukić das entscheidende Tor, wodurch sich die kroatische Auswahl erstmals in der Geschichte für das Endspiel einer Fußballweltmeisterschaft qualifizieren konnte. Die kroatische Auswahl ist damit die erste und einzige Nationalmannschaft, die sich mit drei Siegen in der Verlängerung, beziehungsweise dem Elfmeterschießen für das Endspiel qualifizieren konnte. Dort trafen sie am 15. Juli 2018 in Moskau auf den Weltmeister von 1998 Frankreich. Nach einem unberechtigten Freistoß fälschte Mario Mandžukić den Ball zur frühen Führung der Franzosen ins eigene Tor, die Ivan Perišić mit seinem dritten Turniertor zehn Minuten später ausgleichen konnte. Wiederum zehn Minuten später sprang ihm der Ball im eigenen Strafraum an die Hand und von dort ins Aus. Nach Protesten der Franzosen und Videobeweis entschied der Schiedsrichter auf Handelfmeter, den Antoine Griezmann zur erneuten Führung der Franzosen verwandelte. Als die Kroaten in der zweiten Halbzeit auf den Ausgleich drängten kassierten sie noch zwei weitere Gegentore. Mandžukić gelang dann nur noch eine Ergebniskorrektur, als er eine Nachlässigkeit des französischen Torhüters ausnutzte. Mit dem zweiten Platz hat Kroatien aber das beste Turnierergebnis seiner Geschichte erreicht. Luka Modrić, der mit diesem Spiel alleiniger kroatischer WM-Rekordnationalspieler wurde, wurde zudem als bester Spieler des Turniers und später als UEFA Best Player in Europe sowie Weltfußballer des Jahres ausgezeichnet.

### WM 2022 in Katar
Gegner in der Qualifikation sind die Slowakei, Russland, Slowenien, Zypern und Malta. Die Slowakei ist häufigster Gegner der Kroaten. Sieben Spiele fanden aber während des Zweiten Weltkriegs statt, als beide vorübergehend selbständig waren. Acht Spiele gab es nach der neuen Selbständigkeit, wovon die ersten sechs Spiele Freundschaftsspiele waren, von denen nur die ersten zwei verloren wurden. Die bisher letzten waren Qualifikationsspiele zur EM 2021 und wurden gewonnen. Gegen Russland gab es zuvor vier Spiele mit einem Sieg in einem Freundschaftsspiel und drei Pflichtspielremis, wovon das Letzte bei der letzten WM im Elfmeterschießen gewonnen wurde. Gegen Slowenien gab es zuvor fünf Siege und drei Remis, zumeist in Pflichtspielen. Gegen Zypern gab es erst ein gewonnenes Freundschaftsspiel. Gegen Malta gab es zuvor nur Pflichtspiele mit sieben Siegen und ein Remis. Die Kroaten begannen mit einer 0:1-Niederlage in Slowenien, gegen Zypern reichte es nur zu einem knappen 1:0-Sieg. Nach einem 3:0 gegen Malta wurde in Russland ein torloses Remis erreicht. Es folgten Siege in der Slowakei (1:0), gegen Slowenien und in Zypern (beide 3:0) sowie ein 2:2 gegen die Slowakei. Am vorletzten Spieltag wurde in Malta mit 7:1 gewonnen, so dass es im letzten Spiel gegen Russland zur Entscheidung um Platz 1 und 2 kam, wobei den Russen ein Remis reichte, um Gruppensieger zu werden. Bis zur 84. Minute hielten die Russen in Split das 0:0, dann unterlief Fjodor Kudrjaschow ein Eigentor, so dass die Kroaten die Russen noch von Platz 1 verdrängen konnten.
Bei der Endrunde trafen die Kroaten in der Gruppe auf Belgien, Marokko und erstmals Kanada. Mit torlosen Remis gegen Belgien und Marokko sowie einem 4:1-Sieg gegen Kanada, erreichten die Kroaten als Gruppenzweite hinter Marokko die K.-o.-Runde. Hier trafen sie im Achtelfinale auf Japan, das in seiner Gruppe vor den beiden Ex-Weltmeistern Spanien und Deutschland den Gruppensieg holte. Nach 120 Minuten stand es 1:1, so dass es zum Elfmeterschießen kam. Hier konnte der kroatische Torhüter Dominik Livaković drei Elfmeter halten, so dass die Kroaten ins Viertelfinale einzogen, wo sie auf Rekordweltmeister Brasilien trafen und nach einem 1:1 in der Verlängerung ebenfalls nach Elfmeterschießen eine Runde weiterkamen. Im Halbfinale gegen Argentinien hielten sie das Spiel 30 Minuten lang offen, dann foulte Torhüter Livaković einen argentinischen Angreifer im Strafraum und Lionel Messi konnte den fälligen Starfstoß sicher verwandeln. Fünf Minuten später gelang Julián Álvarez nach einem Alleingang das 2:0 und in der zweiten Halbzeit nach Vorlage von Messi der 3:0-Endstand. Im Spiel um Platz 3 traf Kroatien auf die Überraschungsmannschaft aus Marokko, gegen die schon in der Gruppe gespielt wurde. Mit einem 2:1-Sieg sicherten sich die Kroaten wie 1998 den dritten Platz.

### WM 2026 in Kanada, Mexiko und den USA
In der Qualifikation trifft die kroatische Mannschaft, nachdem sie sich im Viertelfinale der Nations League nicht gegen Frankreich durchsetzen konnte, in einer Fünfergruppe ab Juni 2025 erstmals auf Montenegro und die Färöer sowie auf Tschechien, gegen das es bisher nur Pflichtspiele bei EM-Endrunden gab, die immer remis endeten, und Gibraltar, gegen das es bisher nur ein Freundschaftsspiel gab.

## Spieler

### Rangliste der kroatischen WM-Spieler mit den meisten Einsätzen
01. Luka Modrić: 19 Einsätze bei 4 Turnieren
02. Ivan Perišić: 17 Einsätze bei 3 Turnieren
03. Dejan Lovren: 16 Einsätze bei 3 Turnieren
04. Mateo Kovačić: 15 Einsätze bei 3 Turnieren
05. Andrej Kramarić: 14 Einsätze bei 2 Turnieren
06. Marcelo Brozović: 13 Einsätze bei 3 Turnieren
07. Dario Šimić und Robert Jarni (davon 1 für Jugoslawien): 11 Einsätze bei 3 Turnieren
09. Ivan Rakitić 10 Einsätze bei 2 Turnieren
10. Robert Prosinečki (davon 3 für Jugoslawien), Stipe Pletikosa, Ante Rebić, Mario Stanić und Ivica Šurjak (alle für Jugoslawien): 9 Einsätze bei 3 bzw. 2 (Stanic und Šurjak) Turnieren
15. Mario Mandžukić, Ivica Olić, Zvonimir Soldo, Davor Šuker und Šime Vrsaljko: 8 Einsätze bei 3 (Olić) bzw. 2 Turnieren

### Rangliste der kroatischen WM-Spieler mit den meisten Toren
01. Ivan Perišić und Davor Šuker – je 6 Tore
03. Mario Mandžukić – je 5 Tore
04. Dražan Jerković (für Jugoslawien) – 4 Tore
05. Andrej Kramarić und Robert Prosinečki – 3 Tore (davon Prosinečki 1 Tor für Jugoslawien)
07. Luka Modrić und Ivica Olić – je 2 Tore

### WM-Kapitäne
- 1954: Stjepan Bobek (gegen Frankreich für Jugoslawien)
- 1958: Branko Zebec (für Jugoslawien)
- 1982: Ivica Šurjak (für Jugoslawien)
- 1998: Zvonimir Boban, Davor Šuker (2. Gruppenspiel)
- 2002: Davor Šuker, Robert Jarni (3. Gruppenspiel)
- 2006: Niko Kovač
- 2014: Darijo Srna
- 2018, 2022: Luka Modrić

### Kroatische Spieler in der jugoslawischen Mannschaft
- 1930: keine

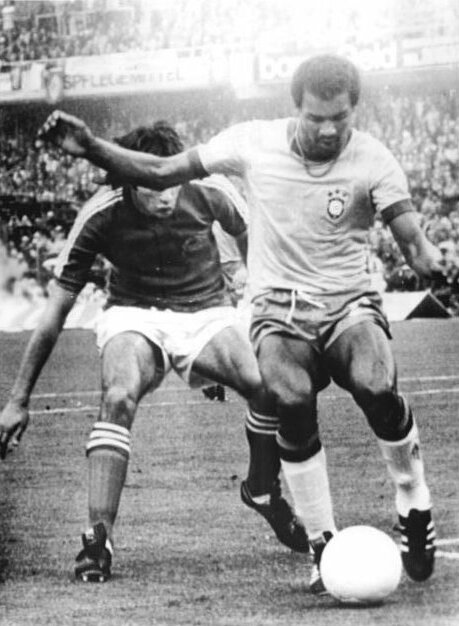
Dražen Mužinić im Eröffnungsspiel 1974 gegen Brasilien

- 1950: Vladimir Beara (0), Stjepan Bobek (3), Božo Broketa (0), Željko Čajkovski (3), Zlatko Čajkovski (2), Vladimir Firm (1), Ivica Horvat (3), Ervin Katnić (0), Srđan Mrkušić (0), Ivo Radovniković (0), Bernard Vukas (2)
- 1954: Vladimir Beara (3), Bruno Belin (0), Stjepan Bobek (2), Tomislav Crnković (3), Zlatko Čajkovski (3), Dionizije Dvornić (1), Ivica Horvat (3), Branko Kralj (0), Zlatko Papec (0), Bernard Vukas (3), Branko Zebec (3)
- 1958: Vladimir Beara (3), Tomislav Crnković (4), Dražan Jerković (0), Luka Lipošinović (0), Ivan Šantek (0), Branko Zebec (4)
- 1962: Andrija Anković (1), Dražan Jerković (6), Željko Matuš (1), Vlatko Marković (6), Petar Radaković (5), Josip Skoblar (5), Mirko Stojanović (0)
- 1974: Ivan Buljan (6), Jurica Jerković (3), Dražen Mužinić (2), Luka Peruzović (1), Ivica Šurjak (6)
- 1982: Stjepan Deverić (0), Ivan Gudelj (3), Miloš Hrstić (1), Jurica Jerković (0), Ive Jerolimov (0), Ivan Pudar (0), Ivica Šurjak (3), Velimir Zajec (3)
- 1990: Alen Bokšić (0), Tomislav Ivković (5), Robert Jarni (1), Andrej Panadić (0), Robert Prosinečki (3), Davor Šuker (0), Zoran Vulić (4)

### Bei Weltmeisterschaften gesperrte Spieler
- 1998: Dario Šimić erhielt im Halbfinale seine dritte Gelbe Karte (die ersten beiden hatte er in der Vorrunde sowie im Viertelfinale erhalten) und war für das Spiel um Platz 3 gesperrt. Die dritte Gelbe Karte für Mario Stanić in diesem Spiel hatte dagegen keine weitere Wirkung. Die erste hatte er in der Vorrunde, die zweite im Halbfinale erhalten.
- 2002: Boris Živković erhielt im ersten Spiel gegen Mexiko nach eine Notbremse im Strafraum die Rote Karte und war für die beiden folgenden Spiele gegen Italien und Ecuador gesperrt.
- 2006: Robert Kovač war nach zwei Gelben Karten in den ersten beiden Spielen für das letzte Gruppenspiel gegen Australien gesperrt. Dario Šimić und Josip Šimunić erhielten gegen Australien die Gelb-Rote Karte (Šimunić erst nach der dritten gelbe Karte). Da Kroatien ausschied, hatten die Karten ebenso wie die zweite Gelbe Karte für Igor Tudor keinen weiteren Effekt.
- 2014: Mario Mandžukić war aufgrund einer roten Karte im letzten Playoffspiel für das erste Spiel gegen Brasilien gesperrt, Josip Šimunić für sein Verhalten nach dem Spiel für die gesamte WM, womit er nicht in den Kader berufen werden konnte. Ante Rebić erhielt im letzten Gruppenspiel gegen Mexiko die Rote Karte und wurde, da Kroatien ausschied, für das nächste offizielle Länderspiel gesperrt.[9]

### Anteil der im Ausland spielenden Spieler im WM-Kader
Legionäre stellten in den kroatischen Kadern immer einen Großteil der Spieler, 2018 waren nur noch zwei in Kroatien spielende Spieler dabei, 2022 dann wieder sechs.
| Jahr (Spiele) | Anzahl (Länder) | Spieler (Einsätze) |
| ------------- | --- | --- |
| 1998 (7)      | 11 (2 in Deutschland, 2 in England, 3 in Italien, 3 in Spanien, 1 in der Türkei)                                                                                  | Zoran Mamić (0), Zvonimir Soldo (6); Slaven Bilić (7), Igor Štimac (7); Aljoša Asanović (7), Zvonimir Boban (6), Mario Stanić; Robert Jarni (7), Davor Šuker (7), Goran Vlaović (7); Marijan Mrmić (0) |
| 2002 (3)      | 19 (7 in Deutschland, 4 in England, 3 in Griechenland, 4 in Italien, 1 in der Türkei)                                                                             | Robert Kovač (3), Niko Kovač (3), Josip Šimunić (3), Zvonimir Soldo (2), Davor Šuker (1), Jurica Vranješ (2), Boris Živković (1); Boško Balaban (0), Alen Bokšić (3), Robert Prosinečki (1), Mario Stanić (2); Robert Jarni (3), Daniel Šarić (3), Goran Vlaović (0); Anthony Šerić (0), Dario Šimić (2), Stjepan Tomas (3), Davor Vugrinec (2); Milan Rapaić (3)                                                   |
| 2006 (3)      | 19 (3 in Belgien, 5 in Deutschland, 1 in Griechenland, 3 in Italien, 2 in Österreich, 1 in Russland, 1 in Schottland, 1 in der Türkei, 2 in der Ukraine)          | Boško Balaban (0), Tomislav Butina (0), Ivan Leko (0); Marko Babić (3), Ivan Klasnić (3), Niko Kovač (3), Josip Šimunić (3), Jurica Vranješ (0); Anthony Šerić (0); Robert Kovač (3), Dario Šimić (3), Igor Tudor (3); Joey Didulica (0), Mario Tokić (0); Ivica Olić (2); Dado Pršo (3); Stjepan Tomas (2); Jerko Leko (2), Darijo Srna (3)                                                                        |
| 2014 (3)      | 21 (4 in Deutschland, 2 in England, 1 in Frankreich, 2 in Griechenland, 3 in Italien, 2 in Russland, 3 in Spanien, 4 in der Ukraine)                              | Milan Badelj (0), Mario Mandžukić (2), Ivica Olić (3), Ivan Perišić (3); Nikica Jelavić (2), Dejan Lovren (3); Danijel Subašić (0); Danijel Pranjić (2), Gordon Schildenfeld (0); Mateo Kovačić (3), Ante Rebić (3), Šime Vrsaljko (2); Vedran Ćorluka (3), Stipe Pletikosa (3); Luka Modrić (3), Ivan Rakitić (3), Sammir (1); Eduardo Alves da Silva (1), Darijo Srna (3), Domagoj Vida (0), Ognjen Vukojević (0) |
| 2018 (7)      | 21 (1 in Belgien, 4 in Deutschland, 1 in England, 1 in Frankreich, 6 in Italien, 1 in Österreich, 1 in Russland, 4 in Spanien, 1 in der Türkei, 1 in der Ukraine) | Lovre Kalinić (1); Tin Jedvaj (1), Andrej Kramarić (7), Marko Pjaca (4), Ante Rebić (6); Dejan Lovren (7); Danijel Subašić (7); Milan Badelj (3), Marcelo Brozović (6), Nikola Kalinić, Mario Mandžukić (6), Ivan Perišić (7), Ivan Strinić (6); Duje Ćaleta-Car (1); Vedran Ćorluka (4); Mateo Kovačić (5), Luka Modrić (7), Ivan Rakitić (7), Šime Vrsaljko (6); Domagoj Vida (6); Josip Pivarić (4)              |
| 2022 (7)      | 20 (5 in Deutschland, 2 in England, 1 in Frankreich, 1 in Griechenland, 4 in Italien, 1 in Österreich, 1 in Russland, 2 in Schottland, 3 in Spanien)              | Joško Gvardiol (7), Kristijan Jakić (1), Andrej Kramarić (7), Borna Sosa (5), Josip Stanišić (1); Mateo Kovačić (7), Ivan Perišić (7); Lovro Majer (7); Domagoj Vida; Marcelo Brozović (6), Martin Erlić, Mario Pašalić (7), Nikola Vlašić (6); Luka Sučić; Dejan Lovren (6); Borna Barišić (1), Josip Juranović (6); Ante Budimir (2), Ivo Grbić, Luka Modrić (7);                                                 |

## Spiele
Kroatien bestritt bisher 30 WM-Spiele, davon wurden 13 gewonnen, 9 verloren und 8 endeten remis. Vier Spiele mussten verlängert werden um einen Sieger zu ermitteln. Vier wurden im Elfmeterschießen gewonnen und eins durch ein Tor.
Kroatien nahm einmal (2014) gegen den Gastgeber am Eröffnungsspiel teil. Kroatien musste bisher dreimal gegen den Gastgeber antreten: einmal im Halbfinale (1998), einmal im Viertelfinale (2018) und einmal in der Vorrunde.
Häufigster Gegner ist Japan mit drei Spielen. Bereits zweimal spielte Kroatien gegen Argentinien, Brasilien, Frankreich und Mexiko. Alle anderen 16 WM-Begegnungen waren bisher einmalig.
Kroatien verlor dreimal (1998 und 2022 im Halbfinale, 2018 im Finale) gegen den späteren Weltmeister, 2× Frankreich und 1× Argentinien.
2006 (in der Vorrunde) spielte Kroatien gegen den Titelverteidiger.
Kroatien traf viermal auf WM-Neulinge: 1998 (als man selber Neuling war)/Jamaika und Japan, 2002/Ecuador sowie 2018/Island.
Kroatien spielte bisher gegen Mannschaften aller Konföderationen, was nur noch auf Brasilien, Chile, Deutschland, Italien, Schottland und die UdSSR zutrifft. Von diesen Mannschaften hat aber nur Schottland weniger WM-Spiele bestritten.
| Alle WM-Spiele |            |             |                                 |                  |                        |                                                                                        |
| Nr.            | Datum      | Gegner      | Ergebnis                        | Anlass           | Austragungsort         | Bemerkungen                                                                            |
| 1.             | 14.06.1998 | Jamaika     | 3:1                             | Vorrunde         | Lens (FRA)             | Erstes Länderspiel gegen Jamaika                                                       |
| 2.             | 20.06.1998 | Japan       | 1:0                             | Vorrunde         | Nantes (FRA)           |                                                                                        |
| 3.             | 26.06.1998 | Argentinien | 0:1                             | Vorrunde         | Bordeaux (FRA)         |                                                                                        |
| 4.             | 30.06.1998 | Rumänien    | 1:0                             | Achtelfinale     | Bordeaux (FRA)         |                                                                                        |
| 5.             | 04.07.1998 | Deutschland | 3:0                             | Viertelfinale    | Lyon (FRA)             |                                                                                        |
| 6.             | 08.07.1998 | Frankreich  | 1:2                             | Halbfinale       | Saint-Denis (FRA)      | Erstes Länderspiel gegen Frankreich                                                    |
| 7.             | 11.07.1998 | Niederlande | 2:1                             | Spiel um Platz 3 | Paris (FRA)            | Erstes Länderspiel gegen die Niederlande 75. Länderspiel                               |
| 8.             | 03.06.2002 | Mexiko      | 0:1                             | Vorrunde         | Niigata (JPN)          |                                                                                        |
| 9.             | 08.06.2002 | Italien     | 2:1                             | Vorrunde         | Kashima (JPN)          |                                                                                        |
| 10.            | 13.06.2002 | Ecuador     | 0:1                             | Vorrunde         | Yokohama (JPN)         | Erstes Länderspiel gegen Ecuador                                                       |
| 11.            | 13.06.2006 | Brasilien   | 0:1                             | Vorrunde         | Berlin (GER)           |                                                                                        |
| 12.            | 18.06.2006 | Japan       | 0:0                             | Vorrunde         | Nürnberg (GER)         |                                                                                        |
| 13.            | 22.06.2006 | Australien  | 2:2                             | Vorrunde         | Stuttgart (GER)        |                                                                                        |
| 14.            | 12.06.2014 | Brasilien   | 1:3                             | Eröffnungsspiel  | São Paulo (BRA)        | WM-Eröffnungsspiel, erstes Länderspiel in Südamerika                                   |
| 15.            | 18.06.2014 | Kamerun     | 4:0                             | Vorrunde         | Manaus (BRA)           | Erstes Länderspiel gegen Kamerun                                                       |
| 16.            | 23.06.2014 | Mexiko      | 1:3                             | Vorrunde         | Recife (BRA)           |                                                                                        |
| 17.            | 16.06.2018 | Nigeria     | 2:0                             | Vorrunde         | Kaliningrad (RUS)      | Erstes Spiel gegen Nigeria                                                             |
| 18.            | 21.06.2018 | Argentinien | 3:0                             | Vorrunde         | Nischni Nowgorod (RUS) | 100. Länderspiel von Vedran Ćorluka (eingewechselt in der 2. Minute der Nachspielzeit) |
| 19.            | 26.06.2018 | Island      | 2:1                             | Vorrunde         | Rostow am Don (RUS)    |                                                                                        |
| 20.            | 01.07.2018 | Dänemark    | 1:1 n. V. (1:1, 1:1), 3:2 i. E. | Achtelfinale     | Nischni Nowgorod (RUS) |                                                                                        |
| 21.            | 07.07.2018 | Russland    | 2:2 n. V. (1:1, 1:1), 4:3 i. E. | Viertelfinale    | Sotschi (RUS)          |                                                                                        |
| 22.            | 11.07.2018 | England     | 2:1 n. V.                       | Halbfinale       | Moskau (RUS)           |                                                                                        |
| 23.            | 15.07.2018 | Frankreich  | 2:4                             | Finale           | Moskau (RUS)           |                                                                                        |
| 24.            | 23.11.2022 | Marokko     | 0:0                             | Vorrunde         | al-Chaur (QAT)         |                                                                                        |
| 25.            | 27.11.2022 | Kanada      | 4:1                             | Vorrunde         | ar-Rayyan (QAT)        | Erstes Spiel gegen Kanada                                                              |
| 26.            | 01.12.2022 | Belgien     | 0:0                             | Vorrunde         | ar-Rayyan (QAT)        |                                                                                        |
| 27.            | 05.12.2022 | Japan       | 1:1 n. V.; 3:1 i. E.            | Achtelfinale     | al-Wakra (QAT)         |                                                                                        |
| 28.            | 09.12.2022 | Brasilien   | 1:1 n. V.; 4:2 i. E.            | Viertelfinale    | ar-Rayyan (QAT)        |                                                                                        |
| 29.            | 13.12.2022 | Argentinien | 0:3                             | Halbfinale       | Lusail (QAT)           |                                                                                        |
| 30             | 17.12.2022 | Marokko     | 2:1                             | Spiel um Platz 3 | ar-Rayyan (QAT)        |                                                                                        |

### Höchste Siege und Niederlagen
Die kroatische Mannschaft erzielte ihre höchsten Siege gegen folgende Länder bei WM-Turnieren:
- Argentinien: Vorrunde 2018 3:0
- Deutschland: Viertelfinale 1998 3:0
- Jamaika: Vorrunde 1998 3:1 (einziges Spiel gegen Jamaika)
- Japan: Vorrunde 1998 1:0 (einziger Sieg gegen Japan)
- Kanada: Vorrunde 2022 4:1 (erstes Spiel gegen Kanada)
- Kamerun: Vorrunde 2014 4:0 (einziges Spiel gegen Kamerun)
- Marokko: Spiel um Platz 3 2022 (erster Sieg gegen Marokko)
- Niederlande: Spiel um Platz 3 1998 2:1 (einziger Sieg gegen die Niederlande)
- Nigeria: Vorrunde 2018 2:0 (erstes Spiel gegen Nigeria)

Gegen folgende Länder kassierte die kroatische Mannschaft ihre höchsten Niederlagen bei WM-Turnieren:
- Argentinien: Halbfinale 2022 0:3
- Brasilien: Vorrunde 2014 1:3 (zudem ein 0:2 in einem Freundschaftsspiel)
- Ecuador: Vorrunde 2002 0:1 (einziges Spiel gegen Ecuador)
- Mexiko: Vorrunde 2014 1:3

## Rekorde
- Davor Šuker wurde 1998 mit 6 Toren Torschützenkönig.
- Josip Šimunić ist der erste Spieler, der in einem Spiel (Kroatien – Australien bei der WM 2006) drei Gelbe Karten erhalten hat. Erst nach der dritten Gelben Karte wurde er des Feldes verwiesen.
- Dominik Livaković konnte als erster Torhüter bei einer WM (2022) vier Elfmeter im Elfmeterschießen halten: 3 gegen Japan, 1 gegen Brasilien
- Luka Modrić konnte als erster Spieler drei und vier Elfmeter in Elfmeterschießen verwandeln: 2018 gegen Dänemark und Russland, 2022 gegen Japan und Brasilien
- Kroatien ging als erste Mannschaft durch ein Eigentor des Gegners im Eröffnungsspiel (2014 gegen Brasilien) in Führung. Dies war zudem das erste Eigentor der Brasilianer bei einer WM.
- Kroatien ist die erste Mannschaft, die in der K.-o.-Runde 3 Verlängerungen benötigte, um das Finale zu erreichen.

## Elfmeterschießen
Kroatien gehört neben Deutschland zu den zwei Mannschaften, die 4 von 4 Elfmeterschießen gewonnen haben. Luka Modrić konnte als erster Spieler drei Elfmeter bei Elfmeterschießen verwandeln, was zudem noch Lionel Messi gelang.
| Datum            | Gegner    | Anlass        | Ausgang | Erfolgreiche kroatische Schützen                          | Kroatische Fehlschützen     | Erfolgreiche kroatische Torhüter | Besonderheiten                                                                      |
| ---------------- | --------- | ------------- | ------- | --------------------------------------------------------- | --------------------------- | -------------------------------- | ----------------------------------------------------------------------------------- |
| 1. Juli 2018     | Dänemark  | Achtelfinale  | 3:2     | Andrej Kramarić, Luka Modrić, Ivan Rakitić                | Milan Badelj, Josip Pivarić | Danijel Subašić (3×)             |                                                                                     |
| 7. Juli 2018     | Russland  | Viertelfinale | 4:3     | Marcelo Brozović, Luka Modrić, Domagoj Vida, Ivan Rakitić | Mateo Kovačić               | Danijel Subašić (1×)             | Zudem schoss ein Russe am Tor vorbei                                                |
| 5. Dezember 2022 | Japan     | Achtelfinale  | 3:1     | Nikola Vlašić, Marcelo Brozović, Mario Pašalić            | Marko Livaja                | Dominik Livaković (3×)           | Der 5. Kroate musste nicht mehr antreten                                            |
| 9. Dezember 2022 | Brasilien | Viertelfinale | 4:2     | Nikola Vlašić, Lovro Majer, Luka Modrić, Mislav Oršić     | –                           | Dominik Livaković (1×)           | Zudem schoss 1 Brasilianer an den Pfosten, der 5. Kroate musste nicht mehr antreten |